# Митилинская, Эресоская и Пломарионская митрополия
Митили́нская, Эресо́ская и Плома́рионская митрополия (греч. Ιερά Μητρόπολη Μυτιλήνης, Ερεσσού και Πλωμαρίου) — епархия «Новых Земель» Элладской православной церкви. Как и прочие епархии «Новых Земель» имеет также формальное подчинение Константинопольскому патриархату. Кафедра расположена в городе Митилини на остров Лесбос.

## Епископы
ссылки:
- Евагрий (упом. 359)
- Фалл
- Иоанн	(упом.431)
- Флорентий	(упом. 451)
- Евной (упом. 458)
- Захария (упом. 535)
- Палладий (упом. 554)
- Григорий (упом. 681)
- Сисиний (упом. 692)
- Дамиан (упом. 787)
- Георгий (упом. 787)
- Лев
- Георгий (упом. 842)
- Дамиан (упом. 879)
- Михаил (упом. 889)
- Василий
- Николай
- Константин (упом. 1053)
- Никита (упом. 1082)
- Поф (упом. 1171)
- Поф (упом. 1225)
- Иосиф (упом. 1225)
- Григорий (упом. 1246)
- Григорий (упом. 1266)
- Дионисий (упом. 1315)
- Григорий (упом. 1329)
- Иосиф	(упом. 1355)
- Малахия (упом. 1370)
- Лев (упом. 1381)
- Иосиф	(упом. 1393)
- Иеремия (упом. 1396)
- Доротей (упом. 1439)
- Леонандр (упом. 1444)
- Мина (упом. 1450)
- Леонтий (упом. 1453)
- Мефодий (упом. 1484)
- Анфим	(упом. 1546)
- Игнатий (упом. 1565)
- Макарий (упом. 1565)
- Григорий (упом. 1575)
- Григорий (упом. 1578)
- Пахомий (упом. 1580)
- Паисий (упом. 1590)
- Софроний (упом. 1603)
- Григорий (упом. 1606)
- Парфений (упом. 1610)
- Константий (упом. 1611)
- Григорий
- Даниил (упом. 1676)
- Никодим (упом. 1708)
- Каллиник	(упом. 1722)
- Константий (упом. 1727)
- Анфим	(упом. 1737)
- Паисий (упом. 1759)
- Герасим (упом. 1767)
- Иеремия (1783—1809)
- Каллиник (1809—1829)
- Порфирий (Фотиадис) (1829—1839)
- Мелетий (Фотиу) (1839—1843)
- Каллиник (Кипарисис) (1843—1853)
- Григорий (Катрис) (1853—1858)
- Мелетий (Фотиу) (1858—1867)
- Мефодий (Аронис) (12 ноября 1867 — 28 января 1876)
- Константин (Валиадис) (30 января 1876 — 30 апреля 1893)
- Мефодий (Аронис) (30 апреля 1893 — 18 февраля 1897)
- Кирилл (Мумдзис) (18 мая 1897 — 20 января 1925)
- Иаков (Николау-Гингилас) (20 января 1925 — 25 марта 1958)
- Иаков (Клеомвротос) (25 июня 1958 — 16 июня 1987)
- Иаков (Франдзис) (c 20 ноября 1988 года)